# خوان بابلو مونتويا
خوان بابلو مونتويا (بالإسبانية: Juan Pablo Montoya)‏ مواليد 20 سبتمبر 1975 في كولومبيا، هو سائق فورملا 1 كولومبي بدأ مسيرته الاحترافية سنة 2001. كان أول سباق له هو جائزة أستراليا الكبرى 2001، حقق أول فوز له في جائزة إيطاليا الكبرى 2001. خاض خلال مسيرته 95 سباقاً فاز في 7 منها.

## سباقات شارك فيها
- البطولة الأمريكية لسباق السيارات
- بطولة فورمولا 3 البريطانية
- سلسلة إندي كار
- إنديانابوليس 500

## بطولات حققها
- جائزة إيطاليا الكبرى 2001
- جائزة البرازيل الكبرى 2005

## روابط خارجية
- خوان بابلو مونتويا على موقع Racing-Reference.info (الإنجليزية)
- خوان بابلو مونتويا على موقع DriverDB.com (الإنجليزية)